# Vereinsbetreuer
Ein Vereinsbetreuer ist in Deutschland ein Angestellter eines nach § 1908f BGB anerkannten Betreuungsvereins, dem Betreuungen nach § 1897 Abs. 2 BGB seitens des Betreuungsgerichtes übertragen wurden. Er übt damit die gleiche Tätigkeit aus wie der selbstständige Berufsbetreuer, steht jedoch in einem anderen Arbeitsverhältnis.
In den meisten Fällen haben Betreuer einen Studienabschluss als Diplom-Sozialarbeiter /Sozialpädagoge, oder sind Juristen.

## Allgemeines
Vereinsbetreuer kann nur sein, wer in einem Arbeitsverhältnis zum Betreuungsverein steht. Der Betreuungsverein ist verpflichtet, qualifizierte Mitarbeiter vorzuhalten, diese zu beaufsichtigen, weiterzubilden und im Rahmen der Betreuerhaftung gegen Schäden, die diese im Rahmen der Betreuertätigkeit anrichten könnten, zu versichern.
Ca. 2.500 Vereinsbetreuer führen derzeit (Anfang 2006) rund 75.000 Betreuungen, das sind ca. 7 % aller Betreuungen. Im Jahre 2004 wurden bei neuen Betreuerbestellungen 13.621-mal und nach Betreuerwechseln 5.942-mal Vereinsbetreuer vom Betreuungsgericht bestellt.

## Status
Grundsätzlich gelten für Vereinsbetreuer die gleichen rechtlichen Bedingungen wie für andere Betreuer. In dem Bestellungsbeschluss muss ausdrücklich vermerkt werden, dass der Betreuer als Mitarbeiter des Betreuungsvereins bestellt wird (§ 286 FamFG). Bei Vereinsbetreuern wird kein Einführungsgespräch beim Betreuungsgericht geführt (§ 289 FamFG).
Vereinsbetreuer haben genau wie die nächsten Familienangehörigen den Status des befreiten Betreuers, vgl. § 1908i Abs. 2 BGB. Dies bedeutet, dass die meisten betreuungsgerichtlichen Genehmigungserfordernisse bei der Mündelgeldanlage nicht gelten (§§ 1809, 1812 und 1816 BGB, vgl. § 1857a BGB). Auch sind sie während der Betreuung von der jährlichen Rechnungslegungspflicht (§ 1840 BGB) befreit.
Das Betreuungsgericht kann jedoch im Einzelfall des Status des befreiten Betreuers entziehen, in einem solchen Falle ist auch der Vereinsbetreuer verpflichtet, die genannten Pflichten zu erfüllen.
Sofern ein Vereinsbetreuer bestellt ist, kann der Arbeitgeber dieser Person jederzeit dessen Entlassung beantragen. Allerdings ist es hier möglich, dass das Betreuungsgericht stattdessen anordnet, dass der bisherige Vereinsmitarbeiter diese Betreuung als Einzelperson weiterführt (§ 1908b Abs. 4 BGB).

## Vergütungsanspruch
Ist ein Vereinsbetreuer bestellt, hat nicht dieser einen Vergütungsanspruch. Die Betreuervergütung steht beim Vereinsbetreuer dem Betreuungsverein zu. Es ist grundsätzlich die gleiche Vergütung zu gewähren wie bei einem selbstständigen Berufsbetreuer (§ 7 VBVG). Bei Unstimmigkeiten ist nur der Verein, nicht der Vereinsbetreuer, beschwert und somit zur Einlegung von Rechtsmitteln berechtigt.
Der Mitarbeiter des Betreuungsvereines hat Gehaltsansprüche gegen seinen Betreuungsverein als Arbeitgeber. Die Tätigkeit als Vereinsbetreuer zählt nach der Rechtsprechung des Bundesarbeitsgerichtes als schwierige Tätigkeit nach den Eingruppierungsvorschriften für den Sozial- und Erziehungsdienst. Dies bedeutet eine Eingruppierung nach BAT IVb (bzw. TVöD E 9), jetzt nach TVöD SuE 12 (nicht nach Entgeltgruppe 14).